# Блејк Степ
Блејк Степ (енгл. Blake Stepp; Јуџин, 4. фебруар 1982) је бивши амерички кошаркаш. Играо је на позицијама плејмејкера и бека шутера.

## Каријера
Степ је студирао на универзитету Гонзага (2000–2004). На НБА драфту 2004. изабран је као 59. пик од стране Минесота Тимбервулвса. За њих је играо на неколико предсезонских мечева али није успео да потпише уговор.
У новембру 2004. долази у Партизан. Одиграо је 13 мечева у Евролиги постижући просечно у 13,1 поен по мечу. Са Партизаном је освојио национално првенство и стигао до финала Јадранске лиге.
Сезону 2004/05. је провео у шпанској Валенсији. Са њима је освојио шпански куп.

## После кошарке
Након завршетка кошаркашке каријере, Степ је постао професионални играч покера и учествовао је 2008, 2009 и 2010. на такмичењу World Series of Poker.